# Hilary Duff (album)
Pour les articles homonymes, voir Hilary Duff.
Albums de Hilary Duff
Metamorphosis
(2003) Most Wanted
(2005)
Singles
1. Fly
Sortie : 9 août 2004
2. Someone's Watching Over Me
Sortie : 28 février 2005

Hilary Duff est le troisième album studio de la chanteuse pop rock américaine Hilary Duff, sorti le 28 septembre 2004, jour de ses 17 ans.

## Titres
| No  | Titre                      | Durée |
| --- | -------------------------- | ----- |
| 1.  | Fly                        | 3:43  |
| 2.  | Do You Want Me ?           | 3:31  |
| 3.  | Weird                      | 2:56  |
| 4.  | Hide Away                  | 3:48  |
| 5.  | Mr. James Dean             | 3:28  |
| 6.  | Underneath This Smile      | 3:39  |
| 7.  | Dangerous To Know          | 3:34  |
| 8.  | Who's That Girl ?          | 3:27  |
| 9.  | Shine                      | 3:29  |
| 10. | I am                       | 3:44  |
| 11. | The Getaway                | 3:37  |
| 12. | Cry                        | 3:48  |
| 13. | Haters                     | 2:59  |
| 14. | Rock This World            | 3:46  |
| 15. | Someone's Watching Over Me | 4:11  |
| 16. | Jericho                    | 3:55  |
| 17. | The Last Song              | 1:25  |

## Singles
- Single issu de l'album : Fly, Weird (seulement en Espagne) et Someone's Watching Over Me (Pour la promotion du film Trouve ta voix).